# Самые. Самые. Самые
«С́амые. С́амые. С́амые» — документальный двенадцатисерийный фильм-путешествие по Скандинавии, созданный съемочной группой Владимира Познера совместно с Иваном Ургантом.
Премьерный показ фильма состоялся с 3 января 2019 на российском «Первом канале».

## Концепция и главный вопрос фильма
Документальный фильм Владимира Познера о Фенноскандии (Финляндии и странах Скандинавии — Дании, Норвегии и Швеции). Познер и Ургант пытаются выяснить, что представляет собой финская и скандинавская политические и экономические модели и в чём секрет их успеха, как у жителей Финляндии и Скандинавии получается быть во многих сферах самыми, самыми, самыми.
Есть общее мнение, которое я разделял, что эти народы похожи друг на друга. Какие-то различия есть, это и понятно. Но в целом они очень похожи. И только по итогам этой поездки и этого достаточно глубокого знакомства со скандинавскими народами я понял, насколько они всё же разные.Владимир Познер

## Ведущие
- Владимир Познер — российский тележурналист.
- Иван Ургант — российский актёр и телеведущий.

## Серии
| №  | Название                                               | Дата показа     |
| -- | ------------------------------------------------------ | --------------- |
| 1  | «Норвегия. Самые богатые. Нефть и рыба»                | 26 декабря 2018 |
| 2  | «Норвегия. Самые богатые. Подушка безопасности»        | 26 декабря 2018 |
| 3  | «Норвегия. Самые богатые. Что есть норвежское»         | 26 декабря 2018 |
| 4  | «Швеция. Самые бесконфликтные. Шведский социализм»     | 31 декабря 2018 |
| 5  | «Швеция. Самые бесконфликтные. Уловка 22»              | 31 декабря 2018 |
| 6  | «Швеция. Самые бесконфликтные. Что есть шведское»      | 31 декабря 2018 |
| 7  | «Дания. Самые счастливые. Мы все здесь короли»         | 31 декабря 2018 |
| 8  | «Дания. Самые счастливые. Калоши счастья»              | 31 декабря 2018 |
| 9  | «Дания. Самые счастливые. Не думай, что ты лучше меня» | 31 декабря 2018 |
| 10 | «Финляндия. Самые упорные. Между Швецией и Россией»    | 31 декабря 2018 |
| 11 | «Финляндия. Самые упорные. Элита нации»                | 31 декабря 2018 |
| 12 | «Финляндия. Самые упорные. Что есть финское»           | 14 января 2019  |

## Съёмочная группа
- режиссёр — Валерий Спирин
- сценарий — Ольга Спирина
- продюсер — Елена Быкова
- оператор — Владислав Черняев
- композитор — Екатерина Чемберджи

## Отзывы
Фильм привлёк внимание Посольства Швеции в России и 23 января 2019 года в Гоголь-центре Владимир Познер представил свой цикл документальных фильмов о Швеции, Дании, Норвегии и Финляндии. После демонстрации одной из серий с автором беседовала Анна-Лена Лаурен — финско-шведская писательница, журналист, специальный корреспондент шведской газеты «Dagens Nyheter» в Москве. В другом интервью с Владимиром Познером Анна-Лена Лаурен охарактеризовала «Самые. Самые. Самые» как крупный документальный фильм о Северном регионе и выразила уверенность, что часть населения России будет сидеть перед телевизором в период трансляции.
В заключительной серии фильма Владимир Познер отпустил шутку о китайцах, которую архитектор Туяна Басанова посчитала проявлением ксенофобии и восприняла как националистическую. Ситуацию рассматривала общественная коллегия по жалобам на прессу, Владимир Познер публично извинился за шутку.